# Nowęcin
Nowęcin (kašubsky Nowãcëno, Nowi Dwór) je vesnice jihovýchodně u hranic města Łeba u jezera Sarbsko v gmině Wicko v okrese Lębork (Powiat Lęborski) v Pomořském vojvodství v severním Polsku. Nachází se zde historický zámek v Nowęcině (polsky Zamek w Nowęcinie nazývaný také Pałac w Nowęcinie, německy Schloss Neuhof), jehož počátky sahají až do konce čtrnáctého století. Místo má dobrou přístupnost k plážím Baltského moře a síť turistických stezek a cyklostezek a další zázemí pro návštěvníky (hotely, stáje pro jezdectví, vodní sporty aj.). Nowęcin se stal součástí Polska v roce 1945.

## Galerie

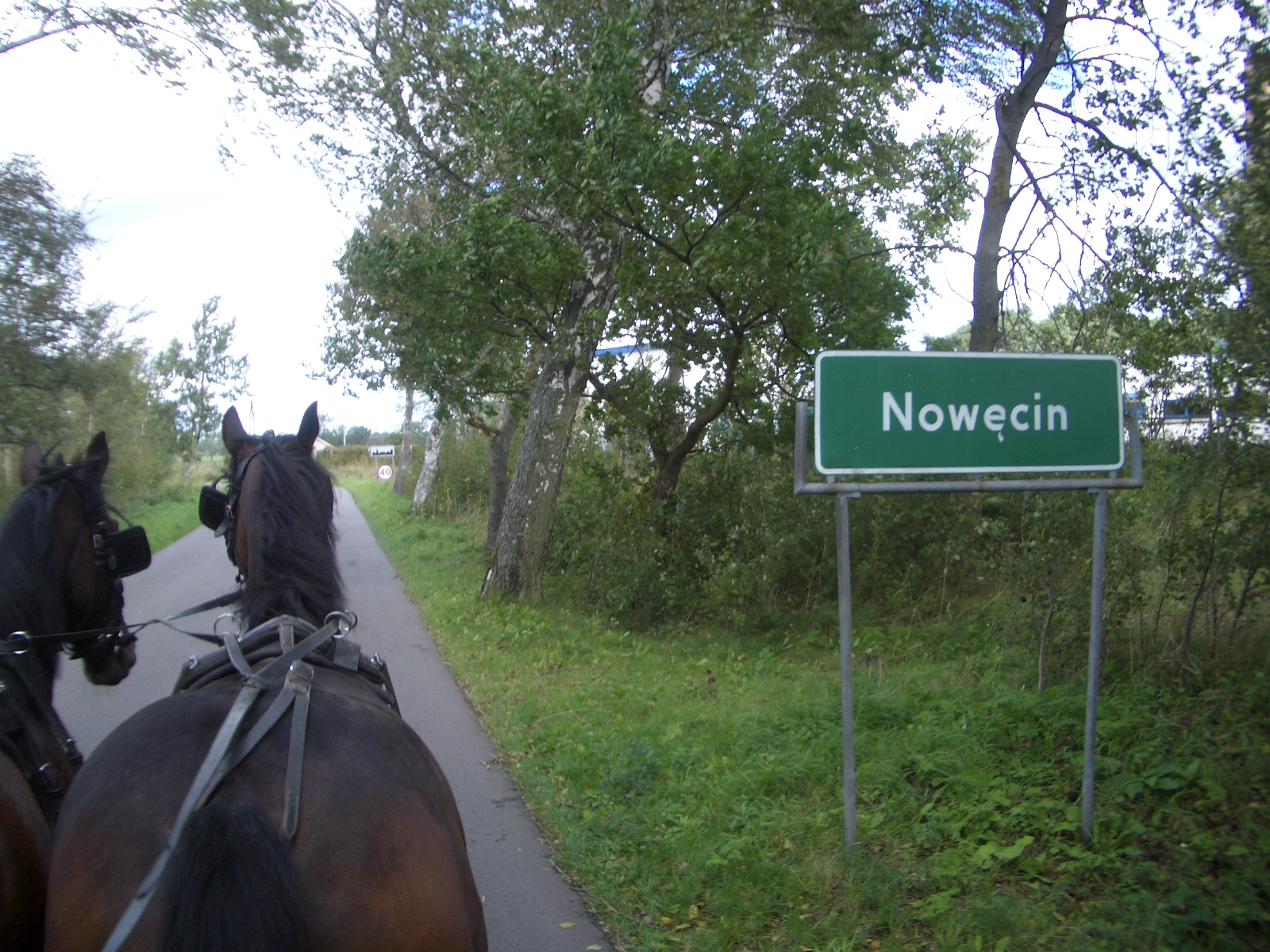
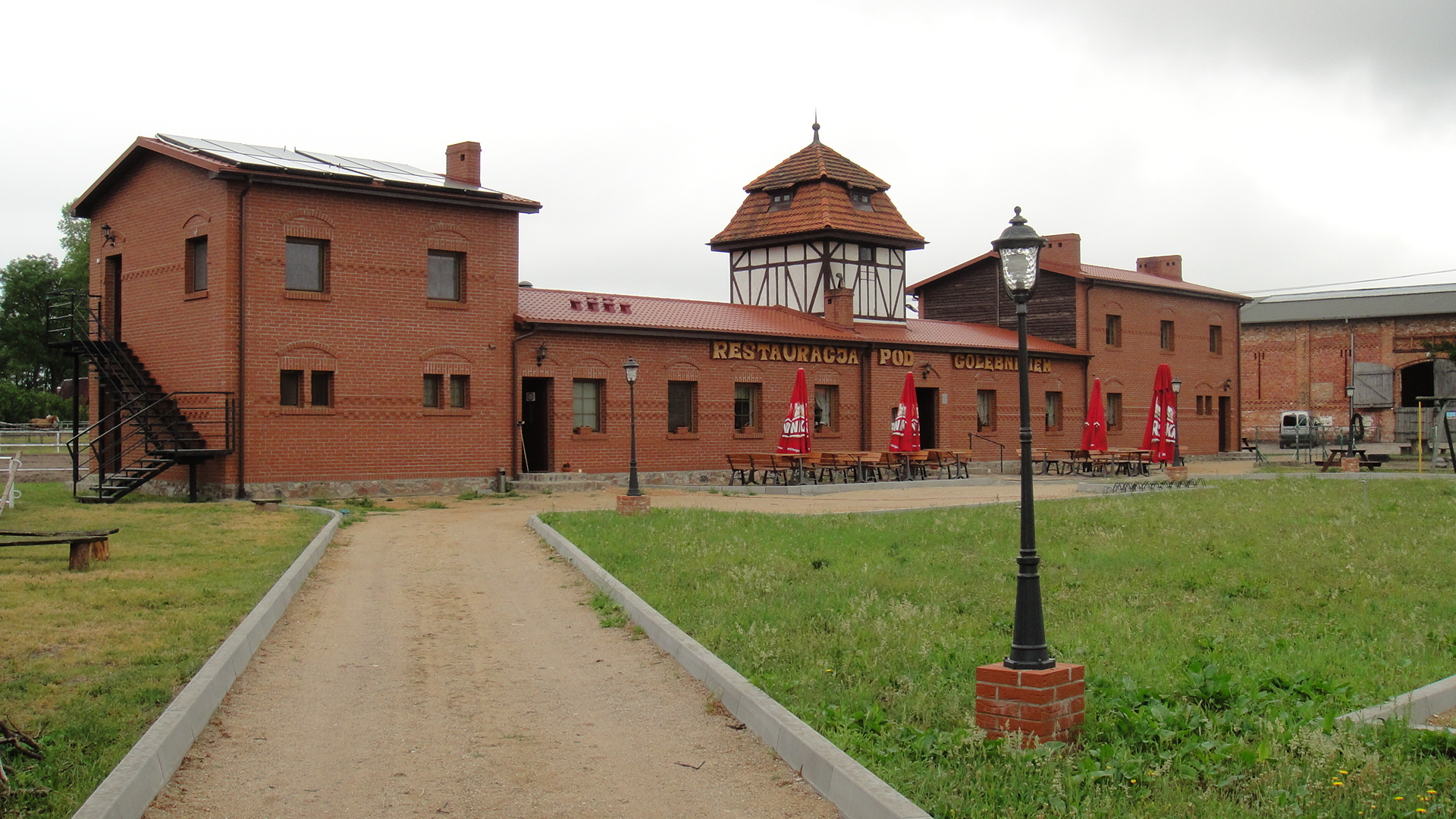
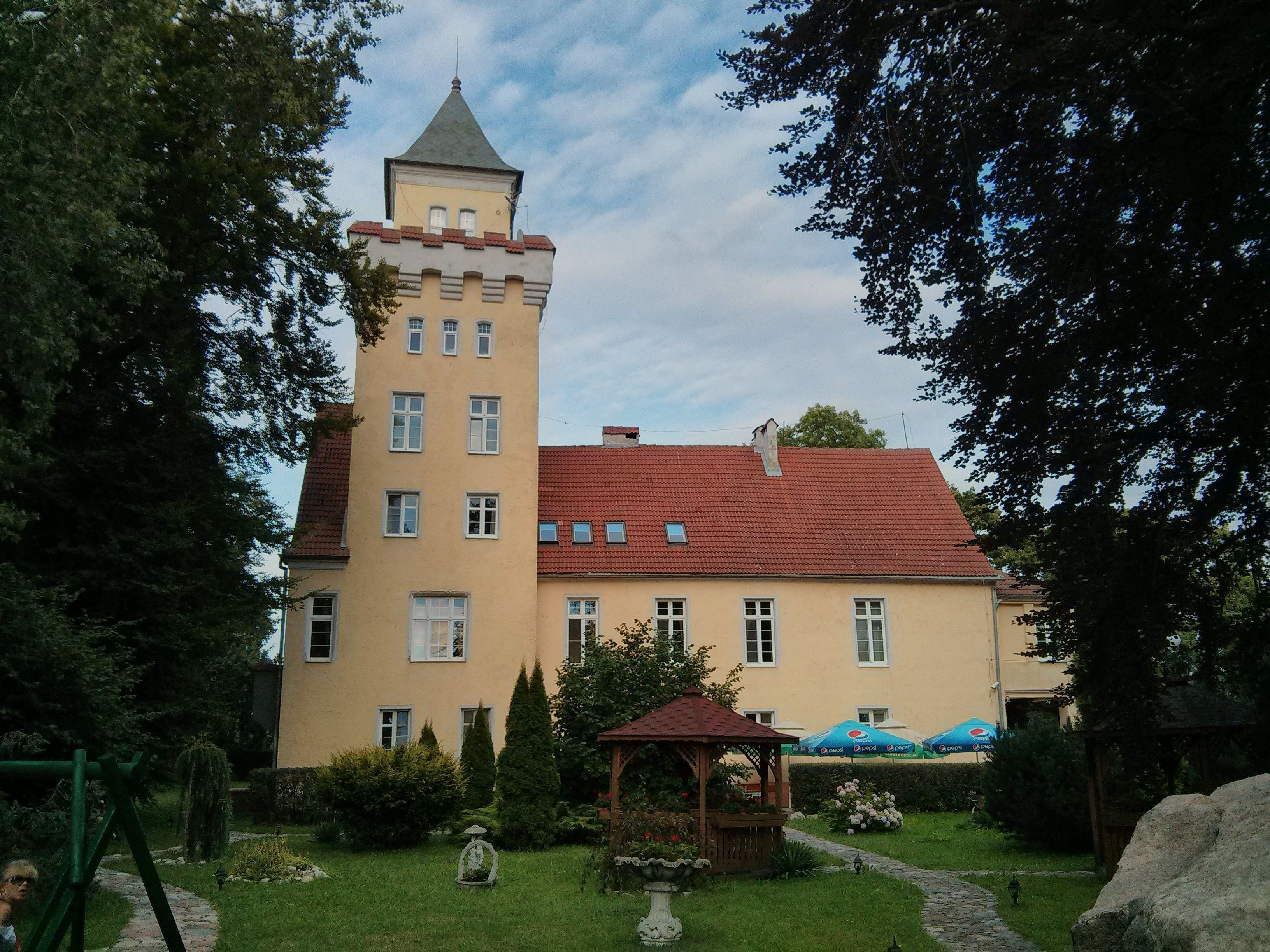
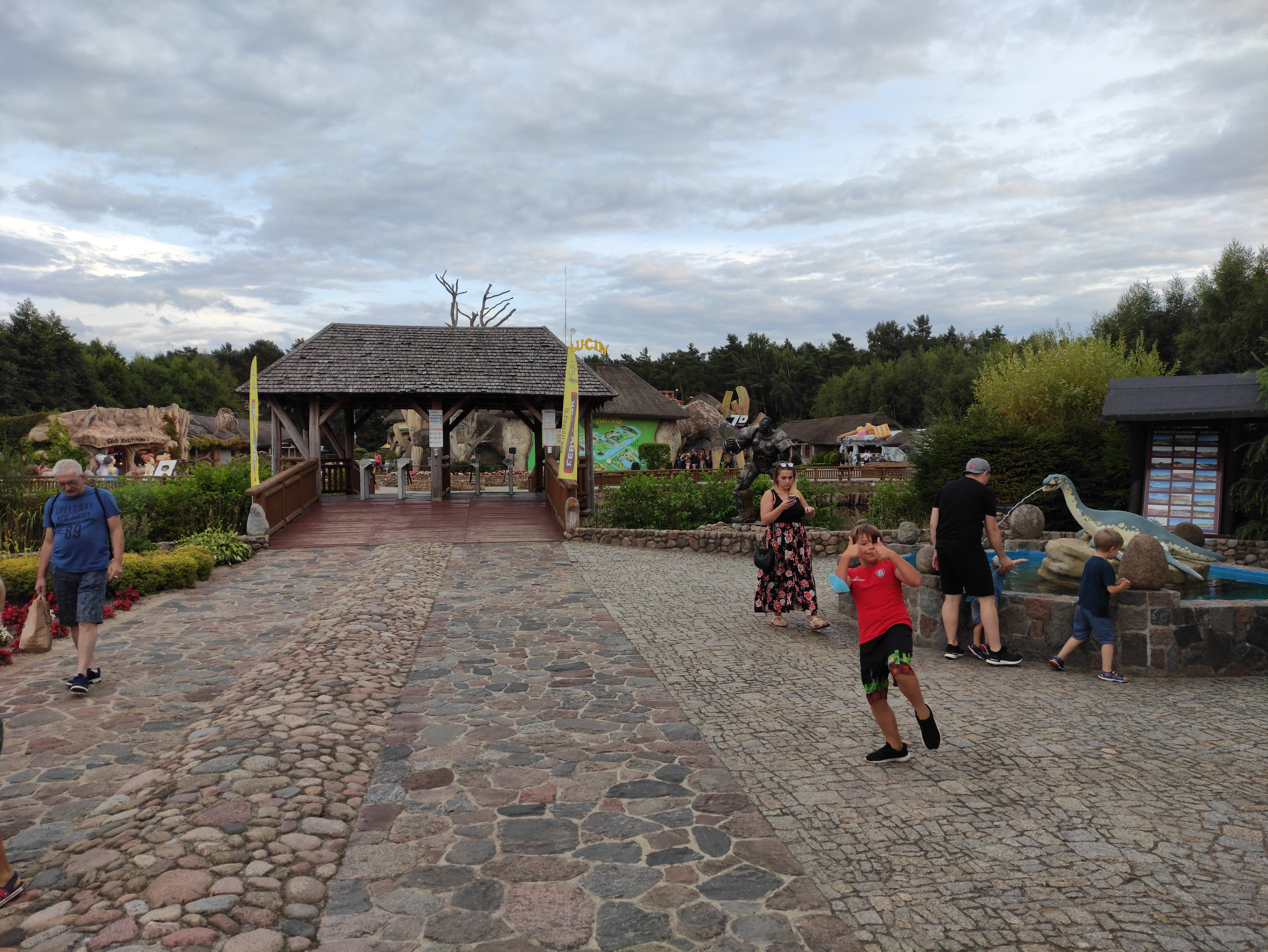
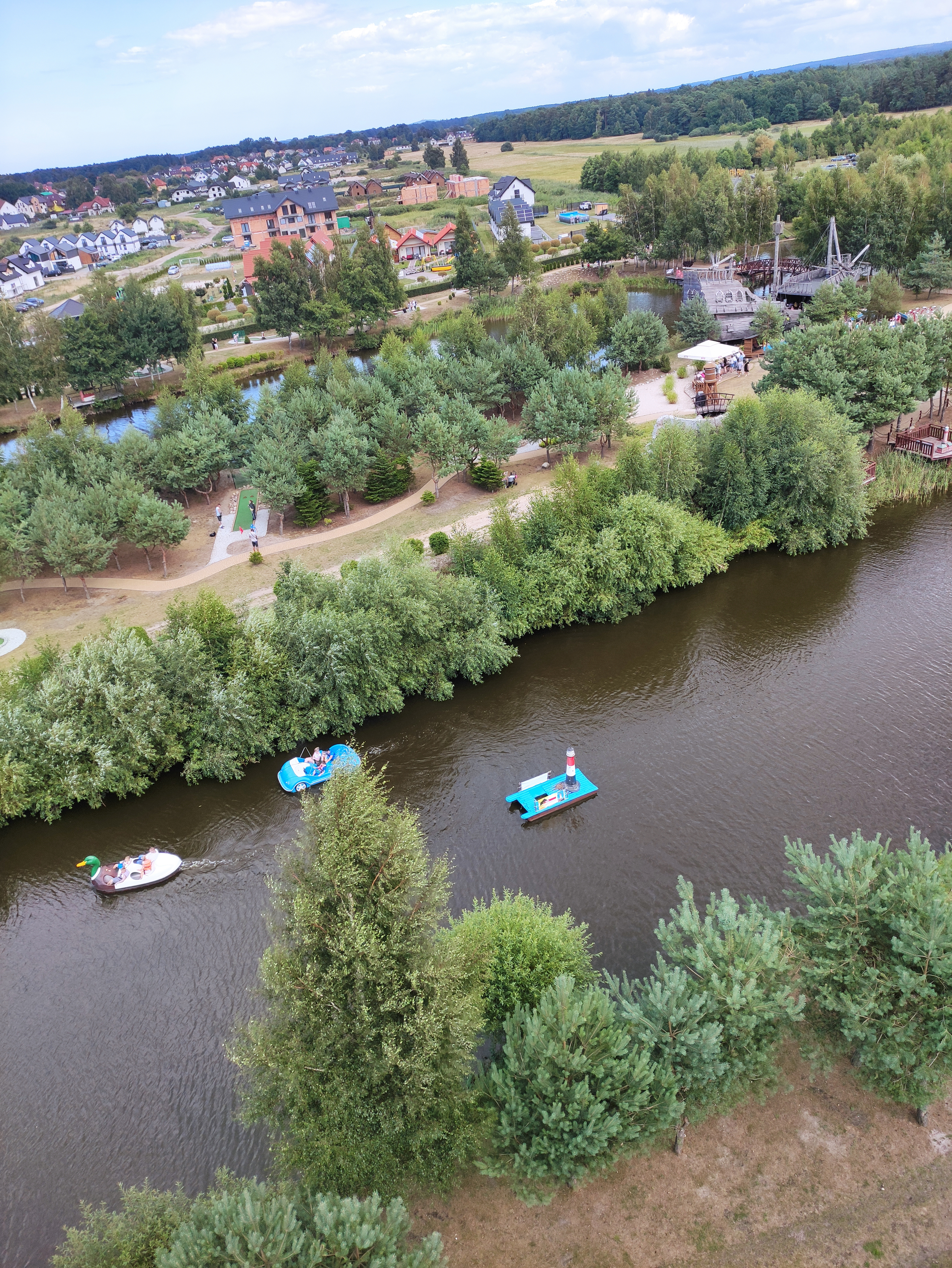